# 利伯蒂 (北卡羅萊納州羅恩縣)
利伯蒂（英語：Liberty）是位於美國北卡羅萊納州羅恩縣的非建制地區。

## 地理
利伯蒂所處的海拔為高於海平面229米（即751英呎），而該地所採用的時區為UTC-5，即北美东部时区（EST）。同時該地設有夏令時間，為UTC-5調快一小時，即UTC-4（EDT）。